# Beija-flor-preto
O beija-flor-preto, beija-flor-preto-e-branco ou beija-flor-preto-de-rabo-branco (Florisuga fusca), anteriormente do gênero monotípico Melanotrochilus, é uma espécie de beija-flor da família Trochilidae. Nativo da Mata Atlântica na América do Sul.

## Etimologia
O nome beija-flor-preto foi selecionado como nome vernáculo técnico para a espécie pelo Comitê Brasileiro de Registros Ornitológicos (CBRO) em 2021.

## Descrição
Encontrado na Mata Atlântica do Brasil (da Paraíba ao Rio Grande do Sul), Uruguai, leste do Paraguai, e no nordeste da Argentina. Anteriormente se extendia até o território do Ceará, mas foi reconhecida como espécie extinta naquele estado.

É uma espécie bastante comum, e portanto considerado Pouco Preocupante pela BirdLife International e consequentemente pela IUCN. Os adultos alcançam até 12,6 centímetros e os dois sexos são no geral pretos com as costas e coberteiras tingidas de verde e flancos e retrizes externas brancos. O branco da cauda é frequentemente visível quando em voo. Os imaturos, que são vistos muito comumente, têm um coloração ruiva na região malar.

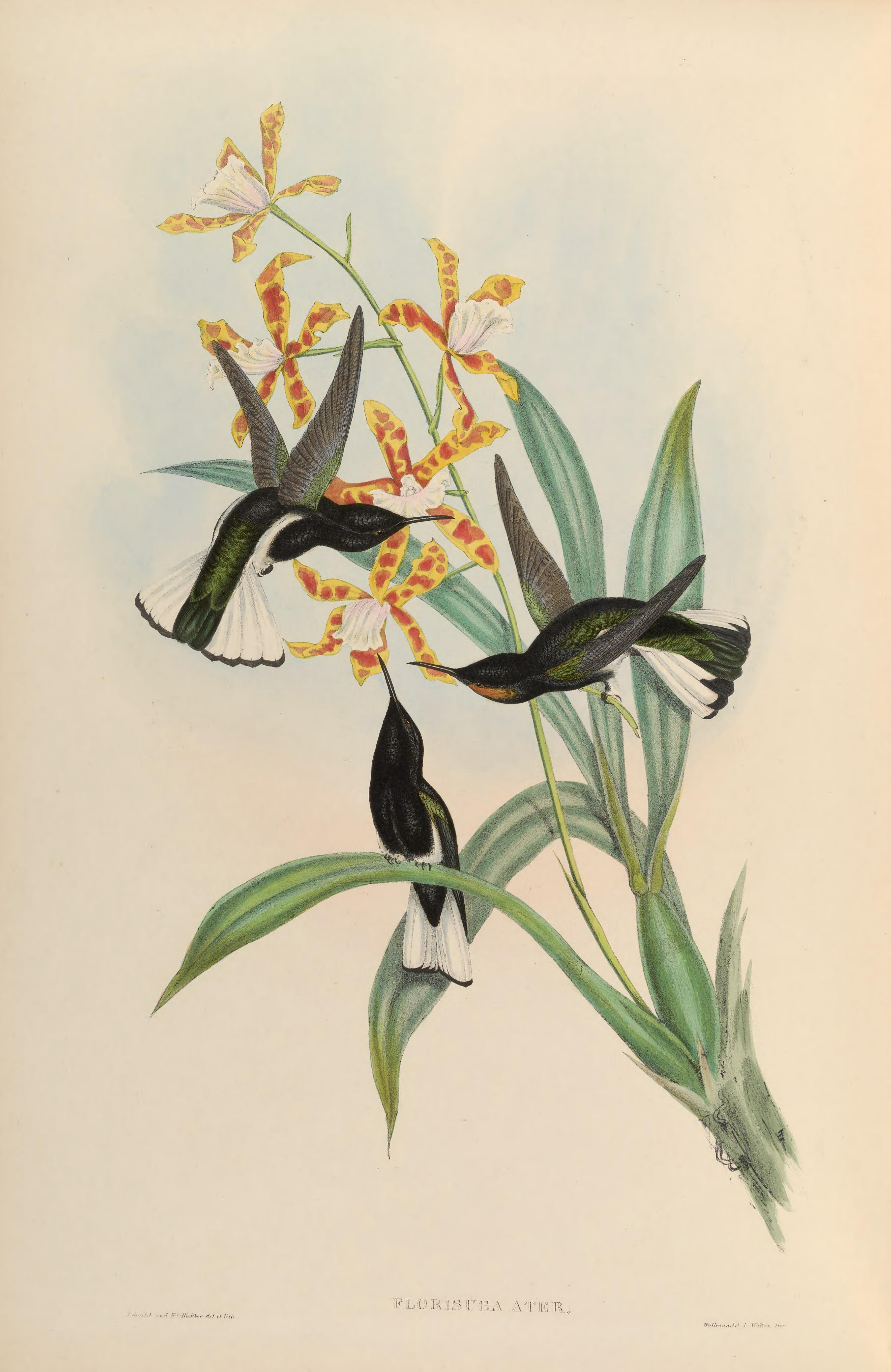
Gravura feita por John Gould do beija-flor-preto se alimentando.

## Alimentação
A base da alimentação é o açúcar encontrado no néctar das flores, mas também alimenta-se de pequenos invertebrados, principalmente aracnídeos. 